# Stazione di Merano
La stazione di Merano (in tedesco Bahnhof Meran) è la stazione ferroviaria che serve la città altoatesina.
È capolinea della linea per Bolzano, gestita da RFI, e della linea della Val Venosta, gestita da Strutture Trasporto Alto Adige.

## Storia
La prima stazione di Merano fu attivata nel 1881 come capolinea della linea proveniente da Bolzano. Era posta lungo la direttrice piazza Mazzini - via degli Alpini. Comprendeva tre binari per il servizio viaggiatori e un'area di più cinquecento metri di lunghezza, posta oltre il fabbricato, adibita a scalo merci e deposito locomotive.
Nel 1906, con l'apertura del prolungamento Merano – Malles, fu attivata la stazione attuale, con configurazione passante. Il suo spostamento e la nuova posizione furono scelti anche per agevolare l'espansione della città e la costruzione di hotel di lusso.
La linea Merano – Malles fu chiusa al traffico dal 1990 al 2005, rendendo di fatto la stazione di testa.
Successivamente la provincia autonoma di Bolzano rilevò la linea ed i fabbricati pertinenti, affidandone la ristrutturazione ai comuni di appartenenza. In questo modo la stazione di Merano smise di essere capolinea e divenne stazione di partenza della linea Merano-Malles nel 2005.
Attualmente essendo in corso l'elettrificazione della linea Merano-Malles fino all'ultimazione dei lavori sarà necessario cambiare treno se si viene da Bolzano e si prosegue in direzione Malles (e viceversa).

## Architettura
La stazione fu eretta nello Jugendstil viennese su modello di Konstantin Ritter von Chabert.
La piazza antistante venne disegnata dall'urbanista tedesco Theodor Fischer.

## Caratteristiche
La stazione attuale ha una configurazione passante con 5 binari utilizzati per il servizio passeggeri e raggiungibili con un sottopassaggio.
Nell'area della stazione si trovano anche alcune rimesse per i convogli della SAD. Erano presenti anche dei raccordi, oggi dismessi, per l'ex-macello a sud in via San Giuseppe, il consorzio agrario e il magazzino comunale a nord in via IV Novembre. Al 2013 resti di binari sono ancora visibili nei cortili di queste due ultime strutture.
La linea per Bolzano è elettrificata a CC a 3000 volt (fino al 1952 era trifase), quella per Malles è a trazione termica, in via di elettrificazione a 25 kV 50 Hz, con cambio tensione appena fuori dalla stazione in direzione di Malles.
Nell'edificio principale sono presenti i servizi come biglietteria, bar, edicola oltre ai locali per il Dirigente Centrale Operativo (DCO) della linea per Malles.

## Servizi
La stazione dispone di:
- Biglietteria a sportello
- Biglietteria self-service
- Bar
- Edicola
- Servizi igienici
- Taxi

Tabacchi